# Åkær Å (Hads Herred)
 For alternative betydninger, se Åkær Å. (Se også artikler, som begynder med Åkær Å)
Åkær Å  er en cirka 8. km lang å der har sit udspring nord for Ørting i  Odder Kommune i det tidligere Hads Herred. Den løber først mod vest, og  svinger mod syd, forbi godset Åkær og løber ud i Amstrup Red, der er navnet på  bugten mellem fastlandet og Alrø i Horsens Fjord. 
Engene omkring Åkær Å danner østgrænsen i en stor naturfredning af Uldrup Bakker, Søvindområdet og Vorsø 

## Eksterne kilder og henvisninger
1. ↑  Om fredningen

55°54′8.59″N 10°6′7.56″Ø / 55.9023861°N 10.1021000°Ø